# Elephantomyia distinctior
Elephantomyia distinctior är en tvåvingeart som beskrevs av Alexander 1952. Elephantomyia distinctior ingår i släktet Elephantomyia och familjen småharkrankar.
Artens utbredningsområde är Bolivia. Inga underarter finns listade i Catalogue of Life.